# Chidi Odiah
Chidi Odiah (Port Harcourt, 17 dicembre 1983) è un ex calciatore nigeriano, di ruolo difensore.

## Palmarès

### Club

#### Competizioni nazionali
- Campionato nigeriano: 1

Julius Berger: 2000
- Campionato moldavo: 4

Sheriff Tiraspol: 2000-2001, 2001-2002, 2002-2003, 2003-2004
- Coppa di Moldavia: 2

Sheriff Tiraspol: 2000-2001, 2001-2002
- Campionato russo: 2

CSKA Mosca: 2005, 2006
- Coppa di Russia: 5

CSKA Mosca: 2004-2005, 2005-2006, 2007-2008, 2008-2009, 2010-2011
- Supercoppa di Russia: 3

CSKA Mosca: 2006, 2007, 2009

#### Competizioni internazionali
- Coppa dei Campioni della CSI: 1

Sheriff Tiraspol: 2003
- Coppa UEFA: 1

CSKA Mosca: 2004-2005